# Huisseling en Neerloon

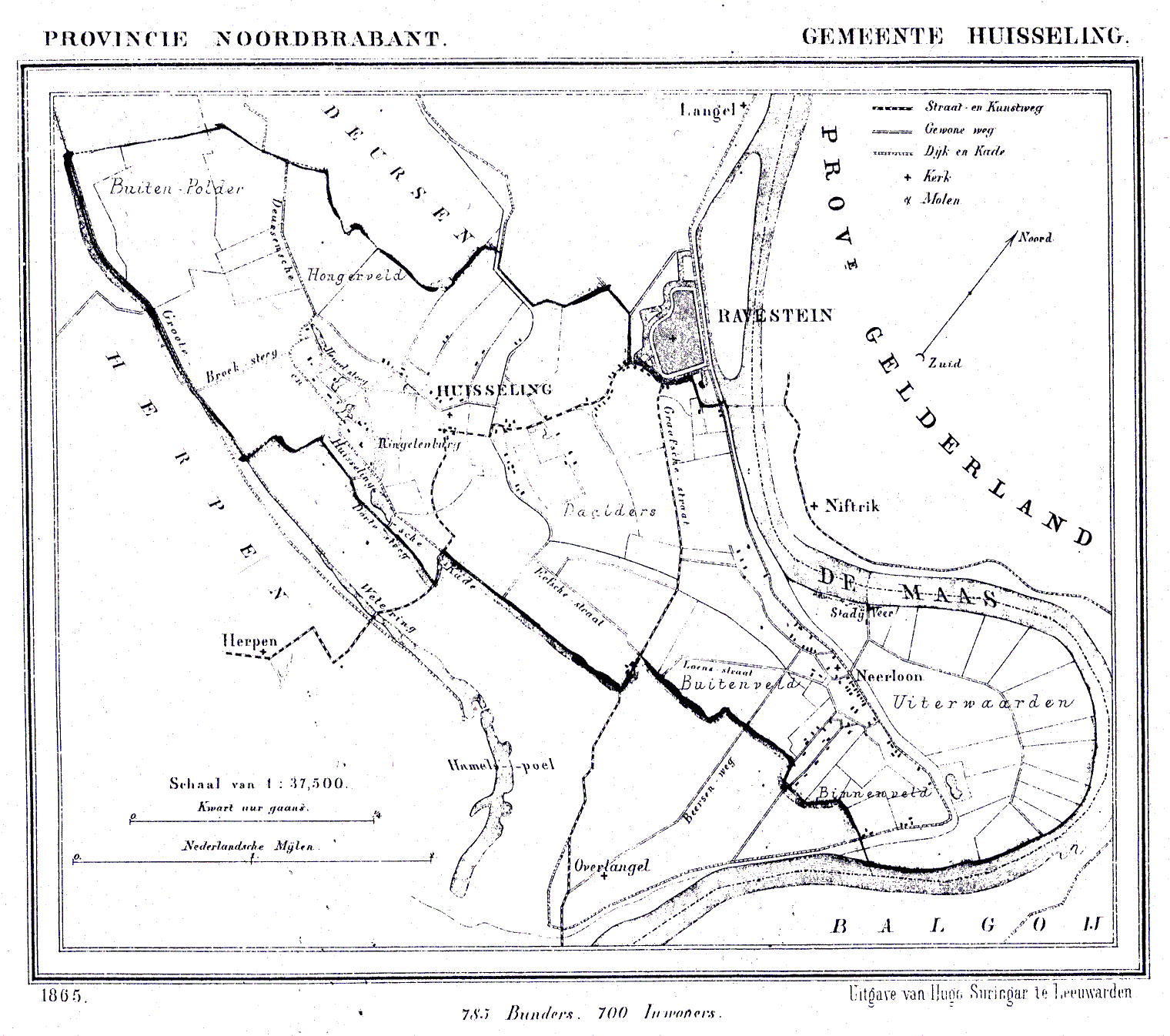
Carte de Huisseling en Neerloon en 1865

Huisseling en Neerloon est une ancienne commune néerlandaise de la province du Brabant-Septentrional sur la rive gauche de la Meuse.

## Histoire
Huisseling était une paroisse dans le Pays de Ravenstein.
Neerloon était une paroisse de la Seigneurie de Cuijk dans le comté puis duché de Gueldre, qui par la canalisation de la Meuse a changé de rive et qui en 1810 a été rattachée à la province du Brabant-Septentrional.
À la fondation du Royaume des Pays-Bas, 1810, ces deux villages sont mis ensemble dans la commune de Huisseling en Neerloon ou Huisseling c.a. (= cum annexis), qui à son tour a été annexée en 1923 par l'ancienne commune de Ravenstein. Fait exceptionnel, Ravenstein a choisi de s'attacher librement en 2003 à la commune d'Oss. Pour des informations plus amples, voir les deux localités.

## Population par localité (1840 et 2005)
| Nom        | Habitants en 1840 | Habitants en 2005 |
| ---------- | ----------------- | ----------------- |
| Huisseling | 481               | 405               |
| Neerloon   | 211               | 238               |
| Total      | 692               | 643               |